# Sydkorea i olympiska vinterspelen 1972
Sydkorea deltog med fem deltagare vid de olympiska vinterspelen 1972 i Sapporo. Ingen av landets deltagare erövrade någon medalj.